# Ewelina Kobryn
Ewelina Kobryn (ur. 7 maja 1982 w Tarnobrzegu) – polska koszykarka grająca na pozycji środkowej.

## Kariera klubowa

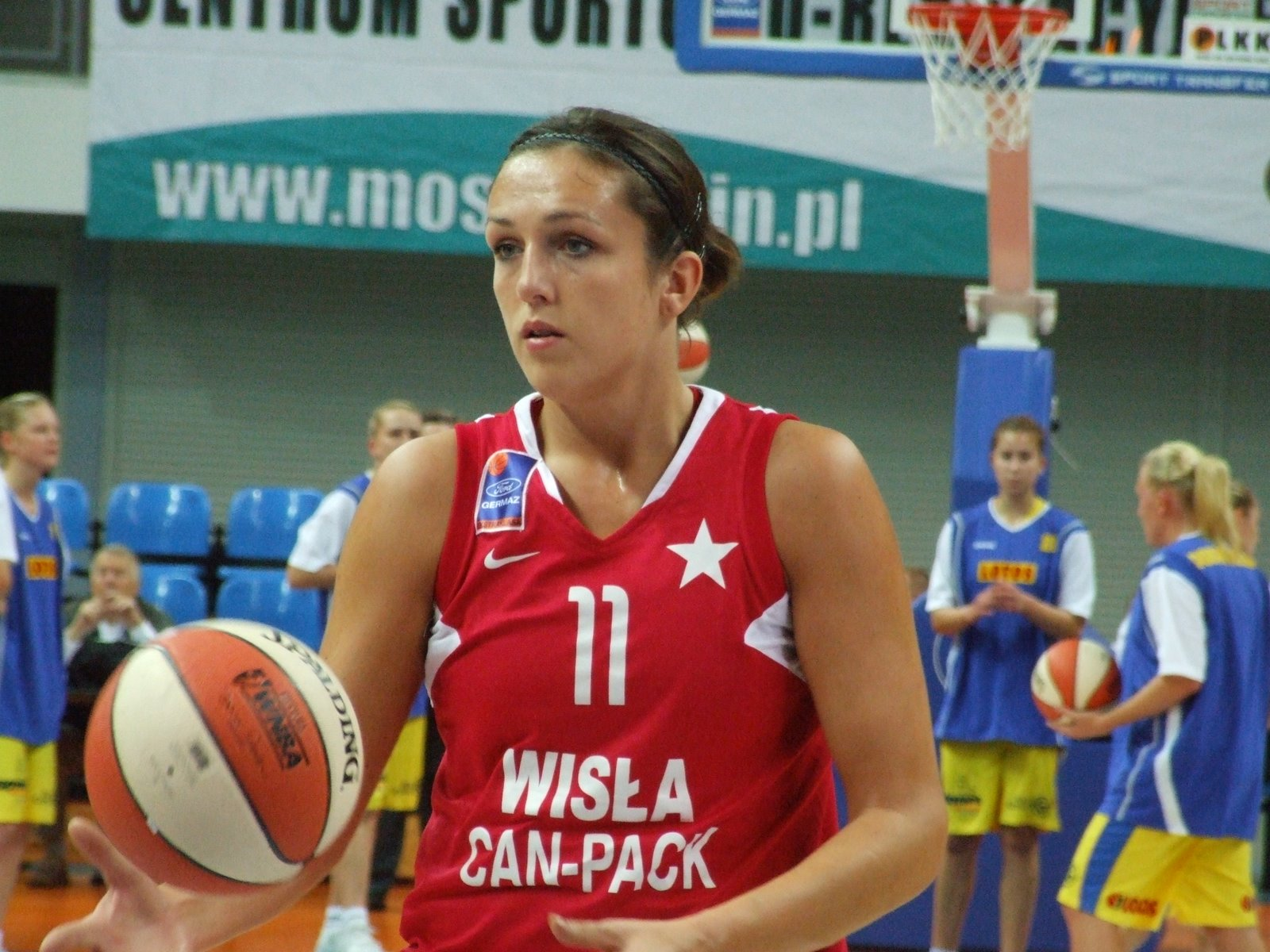
Kobryn w barwach Wisły Kraków w 2009 roku.

Karierę sportową zaczęła w wieku 17 lat w Wiśle Kraków (sezon 2002–2003), od 2003 zawodniczka Lotosu Gdynia, z którym zdobyła wicemistrzostwo Euroligi i mistrzostwo Polski. Uczestniczyła w mistrzostwach Europy w 2003 (4. miejsce) i 2005. W lipcu 2007 powróciła do TS Wisły Can-Pack Kraków, z którą zdobyła mistrzostwo Polski i awansowała do Final Four Euroligi.
W 2010 została zaproszona na obóz organizowany przez drużynę WNBA – Washington Mystics, jednak kontrakt nie został podpisany. 
1 lipca 2011 Ewelina Kobryn zadebiutowała na parkietach WNBA w barwach drużyny Seattle Storm w przegranym meczu z Connecticut Sun. Pierwsze punkty zdobyła w meczu przeciwko San Antonio Silver Stars - 21.07.2011r.
15 kwietnia 2014 Kobryn trafiła do występującego w WNBA Phoenix Mercury. W sezonie zasadniczym rozegrała 20 spotkań spędzając na parkiecie średnio 6.9 minuty, zaliczając 1.6 punktu i 1.1 zbiórek. Jej drużyna zwyciężyła w rundzie zasadniczej, kończąc ją z bilansem 29-5. W playoffs zawodniczki Mercury pokonały najpierw Los Angeles Sparks (2-0), a potem Minnesotę Lynx (2-1). We wrześniowych finałach Mercury pokonali Chicago Sun 3-0. W pierwszym mecz finałowym (83:62) Kobryn zdobyła 4 punkty, grając przez 5 minut. W drugim (93:68) zanotowała 5 pkt, 3 zbiórki i blok w ciągu 12 minut gry. Ostatni mecz finału był pierwszym w sezonie, w którym Kobryn zagrała w wyjściowym składzie. Spisała się bardzo dobrze, zdobywając 8 punktów, 8 zbiórek, 3 bloki i przechwyt w ciągu 25 minut na parkiecie. Koszykarki Mercury wygrały to spotkanie 87:82. 12 maja 2016 roku podpisała ponownie roczny kontrakt z Wisłą Can-Pack.
12 maja 2016 została po raz kolejny w karierze zawodniczką Wisły Kraków.
18 grudnia 2017 podpisała umowę z tureckim Galatasaray M.P. Stambuł.
21 października 2018 zakończyła karierę sportową.
Pod koniec października 2019 objęła stanowisko głównego menedżera kadry Polski kobiet. Tę ostatnią funkcje pełniła do jesieni 2022

## Osiągnięcia
Na podstawie, o ile nie zaznaczono inaczej.

### Drużynowe
- Mistrzyni:
  - WNBA z Phoenix Mercury (2014)[9]
  - Euroligi (2013)
  - Eurocup (2018)
  - Polski (2005, 2008, 2011, 2012)
  - Rosji (2013–2015)
  - Hiszpanii (2016)
- Wicemistrzyni:
  - Euroligi (2015)
  - Polski (2006, 2007, 2017[10])
- Uczestniczka Final Four Euroligi z TS Wisłą Can-Pack Kraków (2010)
- Brązowa medalistka mistrzostw Polski (2009)
- Zdobywczyni:
  - pucharu:
    - Polski (2005, 2007, 2009, 2012)
    - Rosji (2013, 2014)

  - Superpucharu Polski (2008, 2009)
- Finalistka:
  - Superpucharu Polski (2007)
  - Pucharu Polski (2006, 2008)

### Indywidualne
- MVP:
  - PLKK (2011)
  - finałów PLKK (2012)
  - Final Four Pucharu Polski (2012)[11]
  - Superpucharu Polski (2009)[12]
  - miesiąca BLK (październik 2016)[13]
  - kolejki FGE (3. półfinału, 5. meczu finału – 2006/2007)[14][15]
- Laureatka Złotych Koszy w kategorii: Koszykarska Osobowość Roku (2010)[16]
- Najlepsza Polska Zawodniczka PLKK (2007)[17]
- Zaliczona do I składu PLKK (2017)[18]
- 4-krotna liderka PLKK w skuteczności rzutów z gry (2005–2007, 2011)
- Powołana do udziału w meczu gwiazd Euroligi (2011). Nie wystąpiła z powodu kontuzji[19].
- Uczestniczka meczu gwiazd PLKK (2010–2012)

### Reprezentacja
- Uczestniczka mistrzostw Europy (2003 – 4. miejsce, 2005 – 7. miejsce, 2009 – 11. miejsce, 2011 – 11. miejsce, 2015 – 18. miejsce)